# Mandy Haberman
Mandy Nicola Haberman (1956) és una inventora i empresària anglesa. És professora visitant de la Universitat de Bournemouth, d'on ella té un doctorat honorari. És coneguda per haver inventat el Haberman Feeder i l'Anywayup Cup.
La filla de Haberman va néixer el 1980 amb la síndrome de Stickler, una anomalia congènita que incloïa un llavi leporí. Per necessitat, es va inventar l'ampolla Haberman Feeder, especial per nadons amb dificultats de succió, que ara s'utilitza en els hospitals d'arreu del món. La seva segona invenció, l'Anywayup Cup, està disponible al mercat comercial i ven deu milions de tasses a l'any. L'Anywayup Cup ha rebut nombrosos premis d'innovació i disseny.
Es considera que Haberman s'ha convertit una defensora per la millora del sistema de patents. Haberman va ser nomenada la inventora dona de l'any 2000 per part de la Xarxa Britànica de Dones Inventores i Innovadores. El mateix anys va guanyar un premi a l'efectivitat en el disseny atorgat per la Design Business Association.